# アッタロス (アンドロメネスの子)
アッタロス（ギリシャ語: Aτταλoς, ラテン文字転写: Attalos、紀元前4世紀、生没年不明）は、アレクサンドロス3世に仕え、その死後のディアドコイ戦争を戦ったマケドニア王国の将軍である。

## 概要
アッタロスはアンドロメネスの子であり、アレクサンドロス3世の東征に参加した。紀元前330年のフィロタスの陰謀事件においてアッタロスはフィロタスとの友誼のために兄弟のアミュンタス、シンミアス、ポレモンらと共に陰謀の片棒を担いでいるとされて裁判にかけられたが、無罪を訴えた結果無罪放免された。紀元前328年、アレクサンドロスはソグディアナへの進軍に際し、バクトリアにアッタロス、ポリュペルコン、ゴルギアス、メレアグロスらを残留させ、現地民の反乱に備えさせた。その後、アッタロスたちは再びアレクサンドロスの本隊と合流し、インドにおいてアッタロスはアルケタス、デメトリオスと共にオラという町に派遣され、同地の封鎖という王に命じられた任を果たした。紀元前326年のヒュダスペス河畔の戦いでアッタロスはゴルギアス、メレアグロスと共に傭兵からなる別働隊を率いた。紀元前323年に王が病に臥せった時、アッタロスは他の将軍たちと共にサラピス神殿に参籠して神託を請うた。
紀元前323年のアレクサンドロスの死後、アッタロスはアルケタスの兄で有力貴族のペルディッカスに組し、その妹アタランテと結婚した。摂政となり帝国の事実上のナンバーワンになったペルディッカスを警戒するアンティパトロス、プトレマイオス、クラテロスら諸将は反ペルディッカス同盟を結んで対立した。アンティパトロスに与したアサンドロスをアッタロスはアルケタスと共に戦いで破り、紀元前321年にペルディッカスはプトレマイオスの拠るエジプト遠征を行った時にはアッタロスは艦隊を指揮した。しかし、遠征の途中にペルディッカスは部下によって殺害され、アタランテもまた殺された。その時ペルシオンに待機していたためにアッタロスは無事生き残り、テュロスへと向った。彼はペルディッカスが預けていた800タラントンの資金を同地の守備隊長アルケラオスから受け取り、エジプトから逃げてくる味方を待つために同地にしばらく待機した。同年のトリパラディソスの軍会でアッタロスを含むペルディッカス派は勝者たちによりマケドニア人の敵と断ぜられ、討伐の対象になった。
アッタロスはアルケタスとピシディアで合流したが、クレトポリスの戦いでペルディッカス派の討伐の任にあたったアンティゴノスに敗れた。アルケタスは逃げおおせたが、アッタロス、ドキモス、ポレモンといった主な武将は捕えられた。彼らは紀元前317年まで敵の砦に閉じ込められて捕虜生活を送ったが、同年にアンティゴノスの留守を突いて蜂起した。彼らはそこの守備隊長を殺してひとまずは蜂起を成功裏に終わらせた。しかし、彼らは今後どうするかを互いに話し合ったものの結論が出ず、その間に敵に増援が来たため、彼らは篭城戦を戦った。彼らは頑強な抵抗を続けたものの、1年と4ヵ月後に降伏した。その後アッタロスがどうなったのかは不明であるが、アッタロスの娘たちは紀元前317年にオリュンピアスに同行していたようである。

## 註
1. ↑  アッリアノス, III. 27
2. ↑  アッリアノス, VI. 16
3. ↑  アッリアノス, VI. 27
4. ↑  アッリアノス, V. 12
5. ↑  アッリアノス, VII. 26
6. ↑  フォティオス, cod. 92
7. ↑  ディオドロス, XVIII. 37
8. ↑  ディオドロス, XVIII. 39
9. ↑  ディオドロス, XVIII. 44, 45
10. ↑  ディオドロス, XIX. 16
11. ↑  ディオドロス, XIX. 35